# Baiyin Nonferrous Group
Baiyin Nonferrous Group Company Limited (ранее была известна как Baiyin Nonferrous Metal Corporation или BNMC) — китайская горнодобывающая, металлургическая и металлообрабатывающая компания. Штаб-квартира расположена в округе Байинь провинции Ганьсу. Входит в сотню крупнейших транснациональных корпораций Китая.  

## История
В сентябре 1954 года в Байине была основана государственная компания Baiyin Nonferrous Metals (BNMC), которая в 1956 году начала разработку месторождения меди и других цветных металлов (цинка, свинца, селена). В ноябре 2008 года была основана акционерная компания Baiyin Nonferrous Group, подконтрольная властям провинции Ганьсу. В феврале 2017 года компания вышла на Шанхайскую фондовую биржу и по итогам 2017 года вошла в рейтинг Forbes Global 2000.

## Деятельность
Baiyin Nonferrous Group производит катодную медь, цинковые слитки, свинец, серебро, золото. Основные сырьевые базы расположены в Ганьсу (Байинь и Луннань), Шаньси, Синьцзяне, Внутренней Монголии, Тибете, Юньнане, а также в ЮАР, ДР Конго, Перу и на Филиппинах.
По итогам 2022 года основные продажи Baiyin Nonferrous Group пришлись на торговлю цветными металлами (59,1 %), добычу и выплавку цветных металлов (38,3 %). Крупнейшим рынком сбыта является Китай (96 %).

## Акционеры
Основными акционерами Baiyin Nonferrous Group являются Комитет по контролю и управлению государственным имуществом Ганьсу / Gansu SASAC (30,71 %), CITIC Guoan Group (30,39 %), China Cinda Asset Management(4,63 %), провинция Ганьсу (2,85 %) и CITIC Limited (2,64 %).